# Weezer
Weezer é uma banda americana de rock de Los Angeles, Califórnia, formada em 1992. A banda é constituída por Rivers Cuomo (vocalista e guitarra), Patrick Wilson (bateria, guitarra e voz de apoio), Brian Bell (guitarra, voz de apoio e teclado) e Scott Shriner (baixo, voz de apoio e teclado). A formação da banda alterou quatro vezes desde a sua criação em 1992. Eles lançaram doze álbuns de longa duração, seis EPs e um DVD.
A banda é conhecida pelos seus singles bem sucedidos "Undone – The Sweater Song", "Buddy Holly", "Say It Ain't So", "Hash Pipe", "Island in the Sun", "Beverly Hills", "Perfect Situation" e "Pork and Beans". Os Weezer já venderam mais de 25 milhões de cópias no mundo inteiro, sendo uma banda vencedora de vários prémios, entre eles Grammy, MTV Video Music Awards e Billboard Music Awards.
Os Weezer já atuaram em Portugal e no Brasil. Em Portugal tocaram nas cidades de Lisboa, num concerto no Coliseu de Lisboa a 11 de Março de 2002, e no Porto, num concerto no Coliseu do Porto a 12 de Março de 2002. No Brasil, apresentaram-se pela primeira vez no país em Curitiba a 25 de Setembro de 2005. O grupo voltou ao Brasil em 2019, para tocar no Festival Itaipava de Som a Sol, em São Paulo. Além disso, se apresentaram no Rock in Rio 2019 em um dia que também teve apresentações de bandas como Tenacious D, Whitesnake e Foo Fighters.
A banda lançou o seu décimo álbum de estúdio em 1 de março de 2019, de título Weezer.

## História

### Formação e Álbum de Estreia (1992-1995)

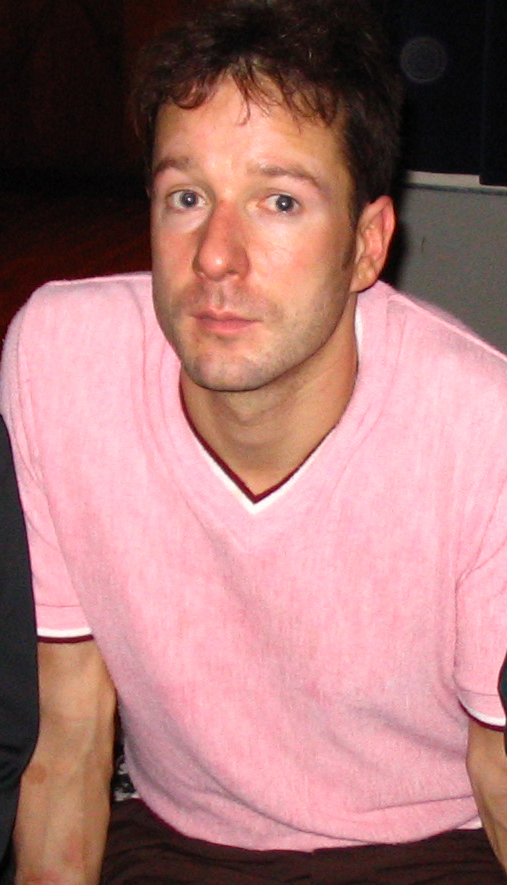
Matt Sharp foi uma das figuras principais na ascensão dos Weezer

Os Weezer, constituídos por Rivers Cuomo, Patrick Wilson, Matt Sharp e Jason Cropper, formados em 1992, tiveram o seu primeiro ensaio a 14 de Fevereiro desse ano e a primeira actuação aconteceu na abertura do concerto da banda de Keanu Reeves Dogstar. Os Weezer assinaram com a Geffen Records a 25 de Junho de 1993 e gravaram o seu álbum de estreia com o produtor Ric Ocasek, no Electric Lady Studios em Nova Iorque. Durante as gravações, o guitarrista Jason Cropper deixou a banda e foi substituído por Brian Bell. A banda lançou Weezer (também conhecido como The Blue Album) em Maio de 1994. A editora não pretendia lançar um single, para ver até que ponto é que as vendas se geravam apenas pela passagem de palavra. Pouco depois do lançamento de Weezer, o DJ Marco Collins da estação de rádio de Seattle KNDD – The End colocou no ar "Undone – The Sweater Song", levando a Geffen a lançá-la como primeiro single. O vídeo musical foi realizado por Spike Jonze. Filmado em plano-sequência, o vídeo mostrava os Weezer a actuar num estúdio de som com pouca acção, rodeados por uma matilha de cães que surgiam em palco. O vídeo tornou-se um hit instantâneo na MTV.
Jonze também realizou o segundo vídeo da banda, "Buddy Holly". O vídeo apresentava filmagens da sitcom televisiva Happy Days com uma actuação da banda no "Arnold's Drive-In" refeito. O vídeo atingiu uma transmissão notável na MTV e fez com que Jonze e a banda ganhassem quatro MTV Video Music Awards, incluindo Melhor Vídeo Experimental/Inovador e Melhor Vídeo Alternativo, e dois Billboard Music Awards. O vídeoclipe também se encontra no CD do sistema operativo para computadores Microsoft Windows 95. Seguiu-se um terceiro single, "Say It Ain't So". Weezer foi certificado com tripla platina nos Estados Unidos, fazendo com que se tornasse o álbum mais bem sucedido de sempre dos Weezer. Certificou-se com dupla platina no Canadá.

### Pinkerton(1996-1997)

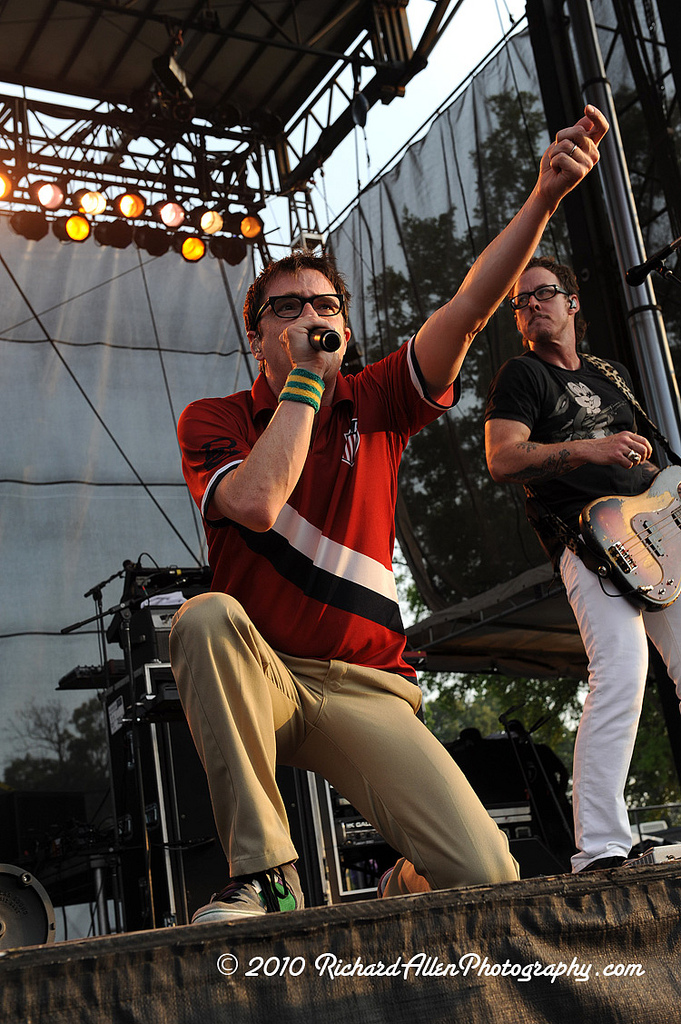
Rivers Cuomo e Scott Shriner durante uma actuação dos Weezer no Bonnaroo, em 2009

No final de 1994, os Weezer fizeram uma pausa da digressão para as férias de Natal. Cuomo viajou para o seu estado-natal do Connecticut, a este dos Estados Unidos, e usando um gravador de oito faixas, começou a juntar material demo para o próximo álbum dos Weezer. O conceito original para o segundo álbum dos Weezer seria uma ópera rock cujo tema seria o espaço, denominado de Songs from the Black Hole. O álbum teria como objectivo apresentar músicas que fluíssem com um encadeamento perfeito e que terminasse com uma coda especial que revisitasse de forma breve os maiores elementos musicais da peça. A banda começou a fazer demos e a trabalhar no conceito de Cuomo ao longo de sessões de gravação intermitentes na Primavera e Verão de 1995. No final, o conceito do álbum Songs from the Black Hole foi abandonado. O álbum apresentaria no entanto músicas compostas antes do primeiro álbum da banda (as quais teriam sido incluídas na ópera espacial) tal como algumas novas escritas por Cuomo enquanto esteve em Harvard.
O segundo álbum dos Weezer, Pinkerton, foi lançado a 24 de Setembro de 1996. Foram lançados três singles a partir do álbum – "El Scorcho", "The Good Life" e "Pink Triangle". O título do álbum suscitou um problema legal. A Agência Nacional de Detectives Pinkerton, de Encino, Califórnia, colocou um processo temporário à banda e à editora Geffen por uso indevido do nome da marca dois dias antes do álbum ser lançado a 24 de Setembro de 1996. Um juiz decidiu a favor dos Weezer, sendo que o álbum acabou por ser lançado. Este processo fez com que a Geffen se contivesse na publicidade e promoção inicial do álbum, contribuindo possivelmente para as baixas vendas iniciais. Devido às fracas vendas iniciais (estreia na 19.ª posição nos Estados Unidos), o álbum foi visto como um fracasso comercial, especialmente quando comparado com o sucesso do multi-platinado álbum anterior. O álbum falhou na conquista de ímpeto no mundo da música comum, talvez devido ao seu som mais escuro e abrasivo. Pinkerton foi considerado "um dos piores álbuns de 1996" através de uma sondagem aos leitores da Rolling Stone. Contudo, a passagem de palavra manteve o ritmo das vendas e fez com que a gravação atingisse o estatuto de culto. No livro The 90's (2010), a Rolling Stone classificou Pinkerton como o 48.º dos 100 Melhores Álbuns dos Anos 90.

### Em Hiato (1997-2000)

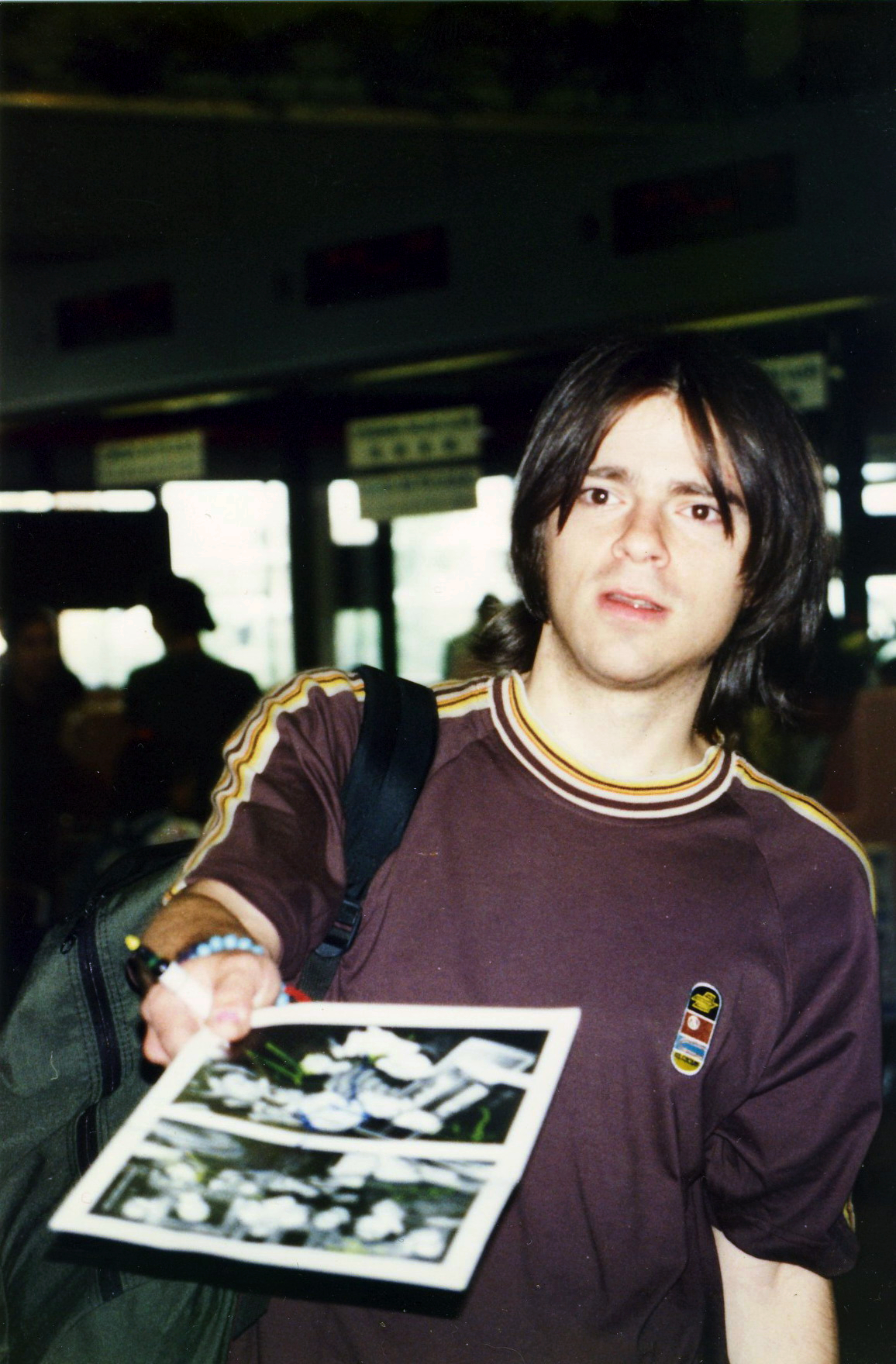
Rivers Cuomo na Tailândia, em 1997

Os Weezer completaram a digressão de Pinkerton no Verão de 1997. Os membros da banda fizeram uma pausa, com o baterista Patrick Wilson a regressar à sua casa em Portland, Oregon, para trabalhar na sua banda paralela, The Special Goodness. Matt Sharp saiu para concluir o álbum que sairia do seu grupo The Rentals. Brian Bell foi trabalhar com o seu grupo, Space Twins.
Cuomo regressou a Boston, Massachusetts, mas tirou uma pausa de Harvard para se focar na escrita e composição musical. Cuomo reuniu músicos da área de Boston e ensaiou novo material, incluindo músicas possíveis para o álbum seguinte dos Weezer. O grupo, referido pelos fãs como Rivers Cuomo Band, teve várias formações diferentes e actuou em vários espectáculos em clubes locais, incluindo o seu primeiro espectáculo no T.T. the Bear's a 8 de Outubro de 1997. O futuro baixista dos Weezer Mikey Welsh foi uma presença constante nas várias formações do grupo. Entretanto Pat Wilson viajou para Boston para se sentar na bateria. As músicas de Boston foram mais tarde abandonadas e não usadas no álbum seguinte dos Weezer, mas as gravações dos espectáculos de Boston estão a ser circulados abertamente pela internet. Em Fevereiro de 1998, Rivers saiu de Boston e regressou a Los Angeles.
Pat Wilson e Brian Bell juntaram-se a Cuomo em Los Angeles para começar o trabalho para o álbum seguinte. Rumores sugerem que Matt Sharp não se juntou com a banda e saiu do grupo em Abril de 1998, algo que Sharp nega. O grupo decidiu escolher Mikey Welsh para a substituição de Sharp. Os Weezer continuaram a ensaiar e cortar demos até ao Outono de 1998. Frustração e discordância criativa levaram ao cancelamento dos ensaios e, no final do Outono de 1998, o baterista Pat Wilson saiu para a sua casa em Portland pendente de uma produtividade renovada de Cuomo. Em Novembro de 1998, a banda (com um baterista substituto) actuou em dois espectáculos em clubes na Califórnia sob o nome de Goat Punishment. Os espectáculos consistiam inteiramente em covers dos Nirvana e dos Oasis, respectivamente. Nos meses seguintes, Rivers Cuomo passou por um período de depressão admitida, pintando as paredes da sua casa de preto e colocando "isolamento em fibra de vidro em todas as janelas e depois painéis pretos em fibra de vidro de forma a que nenhuma luz pudesse atravessar".
A banda não se reuniria até Abril de 2000, quando o Fuji Rock Festival no Japão ofereceu aos Weezer um espectáculo com grande remuneração em Agosto de 2000. O festival serviu como catalisador para a produtividade dos Weezer, e de Abril a Maio de 2000, a banda ensaiou e gravou novas músicas em demo em Los Angeles. A banda regressou aos espectáculos ao vivo em Junho de 2000, actuando em pequenos concertos não promovidos sob o nome de Goat Punishment. Em Junho de 2000, a banda juntou-se à Warped Tour durante nove dias.

### Popularidade Renovada eThe Green Album(2000-2001)
No Verão de 2000, os Weezer (agora consistindo em Rivers Cuomo, Mikey Welsh, Pat Wilson e Brian Bell) entraram em digressão (incluindo espectáculos no popular Vans Warped Tour). A lista de músicas dos Weezer consistiam em 14 novas músicas que os fãs intitularam de Summer Songs of 2000 (comummente abreviado para SS2K). Quando 13 dessas músicas não apareceram no álbum seguinte dos Weezer, os fãs das músicas criaram uma petição a pedir que fossem lançadas das versões em estúdio das gravações.
Entretanto a banda regressou a estúdio para produzir um terceiro álbum. Eles escolheram como título Weezer para repetir o álbum auto-intitulado do primeiro lançamento. O álbum rapidamente se tornou conhecido como The Green Album (em português: O Álbum Verde) devido à sua distinta cor verde clara, tendo sido lançado a 15 de Maio de 2001. Pouco depois do lançamento do álbum, os Weezer seguiram para outra digressão nos Estados Unidos. Eles atraíram uma nova geração de fãs graças à transmissão na MTV dos vídeos dos seus singles de sucesso "Hash Pipe" e "Island in the Sun".
Como foi reportado em 16 de Agosto de 2001 pela MTV, o baixista Mikey Welsh deu entrada num hospital psiquiátrico. O seu paradeiro era até então desconhecido, tal como o seu desaparecimento misterioso antes das filmagens do segundo vídeo de "Island in the Sun". Os Weezer trataram de arranjar um substituto temporário de Welsh. Através de um amigo comum, Cuomo recebeu o número de Scott Shriner e perguntou-lhe se estava interessado em integrar a banda como substituto de Welsh. Shriner aceitou o convite.

### Maladroit(2002-2003)

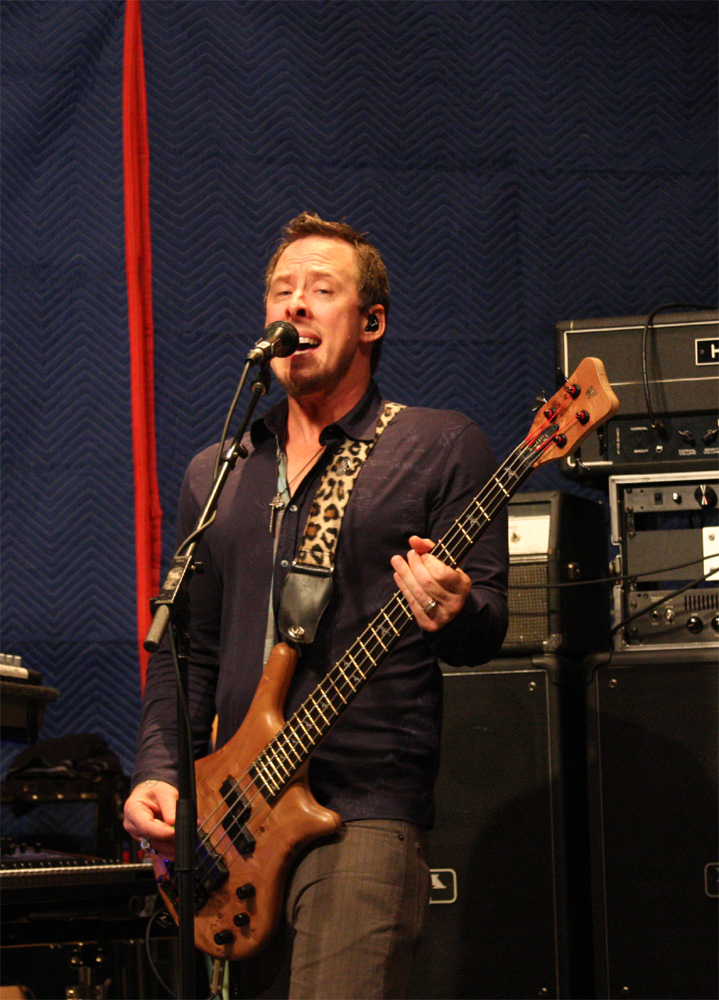
A entrada de Scott Shriner nos Weezer ocorreu em 2001

A banda tomou uma abordagem experimental no processo de gravações do seu quarto álbum, deixando os seus fãs descarregarem demos do site oficial da banda em troca de feedback. Após o lançamento do álbum, a banda disse que este processo tinha sido de alguma forma um fracasso, já que os fãs não lhes forneceram conselhos coerentes e construtivos. Entretanto Cuomo delegou a selecção das músicas ao representante A&R original da banda, Todd Sullivan, dizendo que os fãs dos Weezer escolheram as "músicas mais foleiras". Apenas a música "Slob" foi incluída no álbum por conselho generalizado dos fãs.
As gravações também foram feitas sem a participação da editora dos Weezer, a Interscope Records. Cuomo teve aquilo que depois descreveu como um "desentendimento massivo" com a corporação. No início de 2002, bem antes do lançamento oficial do álbum, a gravadora enviou uma carta às estações de rádio a requerer que estas são colocassem músicas dos Weezer no ar enquanto não fosse lançado um single oficial. A Interscope também desligou por breves momentos a página web de descarregamento de áudio e vídeo dos Weezer, removendo todos os demos em MP3. Os fãs dos Weezer protestaram online durante algum tempo, através de vários sites que proclamavam um "Maladroit Livre".
Em Abril de 2002, o antigo baixista Matt Sharp processou a banda alegando, entre várias acusações, que lhe deviam direitos monetários por participar na composição de muitas das músicas dos Weezer. O caso foi resolvido mais tarde fora dos tribunais.
O quarto álbum, Maladroit, foi lançado a 14 de Maio de 2002, apenas um ano após o seu antecessor. O álbum apresentou uma versão mais poderosa da imagem de marca da banda, influenciada numa música pop cativante, estando repleto de solos de guitarra típicos dos anos 80. Apesar de ter recebido críticas geralmente positivas, as suas vendas não foram tão fortes como aquelas que existiram com o The Green Album. Foram lançados dois singles com o álbum. O vídeo musical de "Dope Nose" apresentava um gang obscuro de motociclistas japoneses (conhecidos por Bōsōzoku), tendo tido uma transmissão regular. O vídeo musical para "Keep Fishin'" combinava os Weezer com Os Marretas, tendo merecido uma transmissão intensiva na MTV. Ambos os vídeos foram realizados por Marcos Siega.
Pouco depois de Maladroit ter sido promovido, a banda começou imediatamente a trabalhar no seu quinto álbum, gravando numerosas demos entre digressões. Estas músicas foram entretanto descartadas, e os Weezer tiraram uma pausa após o lançamento de dois álbuns num curto espaço de tempo. Durante esta pausa, Bell e Wilson lançaram LPs a partir das suas respectivas bandas paralelas, Space Twins e The Special Goodness.
Os Weezer lançaram o seu muito adiado primeiro DVD a 23 de Março de 2004. O DVD Video Capture Device descreve a banda desde os seus primórdios até a digressão Maladroit Enlightenment Tour. Compilado por Karl Koch, o DVD apresenta montagens vídeo caseiras, vídeos musicais, anúncios, ensaios, actuações em concerto, actuações televisivas e comentários da banda. O DVD foi certificado com ouro a 8 de Novembro de 2004.

### Make Believe(2003-2006)
De Dezembro de 2003 até ao Outono de 2004, os membros dos Weezer gravaram uma larga quantidade de material para um álbum a ser lançado na Primavera de 2005 com o produtor Rick Rubin. As primeiras gravações da banda ficaram disponíveis ao público através do site da banda. As demos foram um grande sucesso, mas nenhuma das músicas gravadas nesta altura foram incluídas no álbum. Este álbum, intitulado de Make Believe foi lançado a 10 de Maio de 2005. Apesar do sucesso comercial, Make Believe teve reacções mistas a partir dos críticos, recebendo uma média de 52 pontos no colector de avaliações Metacritic. Apesar de algumas avaliações, como a da AMG, que o comparou favoravelmente com Pinkerton, outras, entres as quais a Pitchfork Media, que o pontuou em 0.4 de 10, classificaram o álbum como previsível e liricamente pobre.

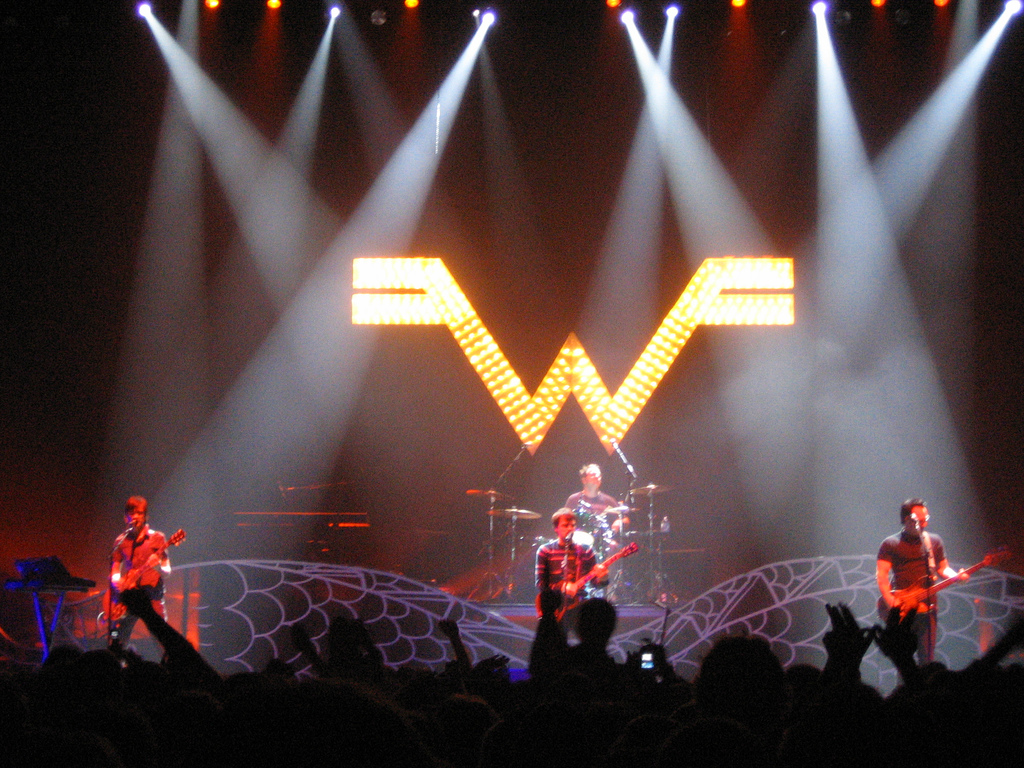
Weezer num espectáculo em 2005

O primeiro single do álbum, "Beverly Hills", tornou-se um sucesso mundial, mantendo-se nas tabelas durante vários meses após o seu lançamento. Este sucesso tornou-se na primeira música dos Weezer a atingir o 1.º lugar na tabela Billboard Modern Rock Tracks. "Beverly Hills" foi nomeada para Melhor Música Rock no 48.º Grammy Awards, a primeira nomeação de sempre para Grammy da banda. O vídeo foi também nomeado para Melhor Vídeo Rock nos MTV Video Music Awards de 2005. O segundo single de Make Believe foi "We Are All on Drugs". A MTV recusou-se a passar a música, com os Weezer a regravar a letra de "on Drugs" (em português: drogados) para "in Love" (em português: apaixonados), mudando o título para "We Are All in Love". No início de 2006, foi anunciado que Make Believe tinha sido certificado com platina e "Beverly Hills" tinha sido a segunda música mais popular descarrega no iTunes em 2005, apenas atrás de "Hollaback Girl" de Gwen Stefani. O terceiro single de Make Believe, "Perfect Situation", passou quatro semanas no primeiro lugar da tabela Billboard Modern Rock. "This Is Such a Pity" foi o quarto single da banda lançado a partir do álbum, mas não foi realizado nenhum vídeo musical para o seu lançamento. A digressão Make Believe surgiu com a banda a usar novos instrumentos em palco, adicionando piano, sintetizadores, pseudofones e o guitarrista Bobby Scheck.
A banda anunciou o possível lançamento de um DVD ao vivo composto por montagens da digressão ao Japão de 2005. O DVD seria constituído pelas filmagens de sete câmaras de espectáculos em dois dias no Japão, mais algum material que seria desenvolvido a partir das filmagens dos bastidores. O DVD foi anunciado para o final de 2005, mas numa actualização em 2006 do site da banda, Karl Koch anotou que este estaria "aparentemente editado, mas estava colocado em espera pela altura".

### The Red Album(2007-2008)

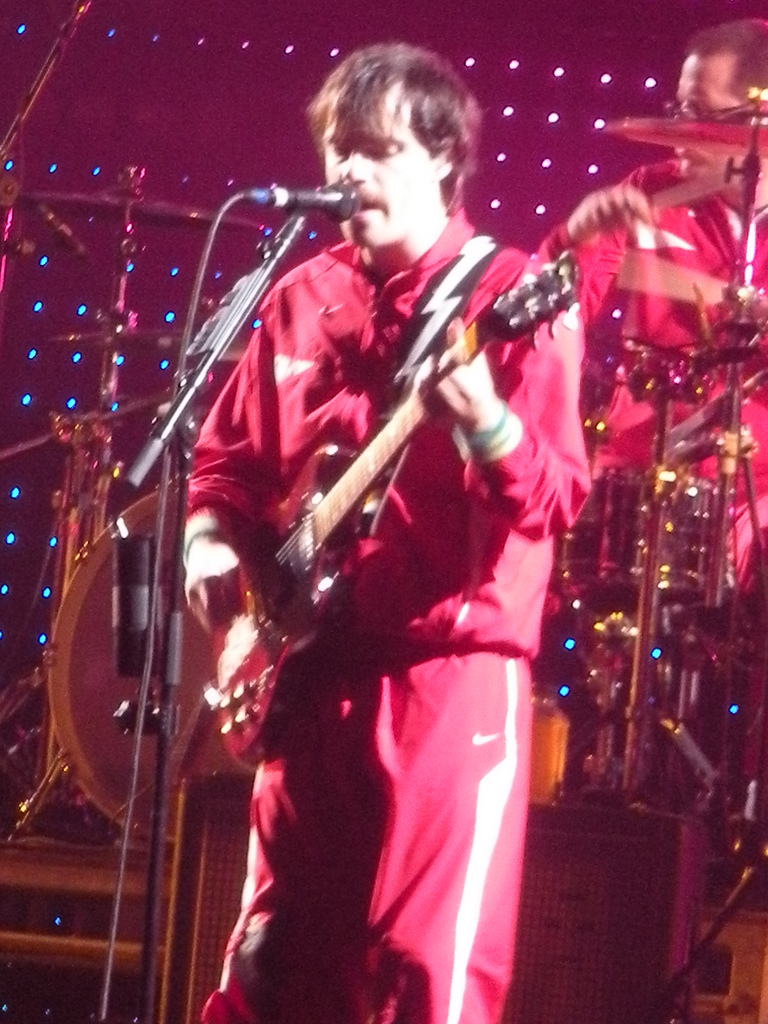
Rivers Cuomo e Patrick Wilson no Arizona, em 2008

Weezer (também conhecido como The Red Album) foi lançado em Junho de 2008. Rick Rubin produziu o álbum e Rich Costey misturou-o. A gravação é descrita como "experimental" e, de acordo com Cuomo, inclui músicas mais longas e não tradicionais, caixa de ritmos Roland TR-808, sintetizadores, rap sulista, contraponto barroco e outros membros da banda que não Cuomo a compor, cantar e mudar de instrumentos. Pat Wilson afirmou que o álbum custou cerca de um milhão de dólares a ser produzido, contrastando com o orçamento $150.000 de The Blue Album. Os singles do álbum foram produzidos por Jacknife Lee. O principal single, "Pork and Beans", esteve no 1.º lugar da tabela Billboard Modern Rock Tracks durante 11 semanas, e o seu vídeo musical venceu um Grammy para Melhor Vídeo Musical. O segundo single, "Troublemaker", estreou-se no 39.º lugar da tabela Billboard Hot Modern Music, atingindo como máximo o 2.º lugar. Em Outubro de 2008, o grupo anunciou que o terceiro single seria "The Greatest Man That Ever Lived (Variations on a Shaker Hymn)".
A 30 de Maio de 2008, o jornal Toledo Free Press revelou, numa entrevista com Scott Shriner, que os Weezer iriam desvendar a Hootenanny Tour, uma digressão na qual os fãs seriam convidados a trazer os seus próprios instrumentos para tocarem com a banda. Shriner disse,
| “ | Eles podem trazer o que quiserem... Oboés, teclados, baterias, violinos, e tocarem as músicas connosco em vez de nós tocarmos as músicas para eles. | ” |

A banda actuou em cinco datas no Japão no início de Setembro e depois embarcaram naquilo que era considerada a digressão Troublemaker, consistindo em 21 concertos na América do Norte, incluindo duas datas no Canadá. As bandas Angels and Airwaves e Tokyo Police Club juntaram-se a eles para abrirem os espectáculos, para além de algumas actuações da banda paralela de Brian Bell, The Relationship. Pouco antes do encore de cada espectáculo, a banda trazia alguns fãs com vários instrumentos para tocarem "Island in the Sun" e "Beverly Hills" com eles. Num espectáculo em Austin, depois dos Tokyo Police Club terem actuado, Rivers surgiu de dentro de uma caixa com rodas vestido num pijama e com fantoches na sua mão, e cantou uma demo rara dos Weezer, "My Brain Is Working Overtime", saindo depois fechado na caixa com rodas. Este momento bizarro constituiu o clímax de um vídeo promocional ao segundo álbum a solo de Cuomo, Alone II.
Cuomo também compôs uma música para a dupla pop Aly & AJ (actualmente conhecida por 78violet), mostrando-se muito feliz com a maneira que as duas trabalharam. É desconhecido se a música será publicada num álbum.
A 4 de Dezembro, a produtora de videojogos Tapulous da iOS lançou o jogo Christmas with Weezer, apresentando um gameplay similar ao jogo Tap Tap Revenge e seis músicas de Natal tocadas pela banda. Um EP digital com as músicas, intitulado Christmas with Weezer, foi também lançado a 16 de Dezembro de 2008.

### Raditude(2009-2010)

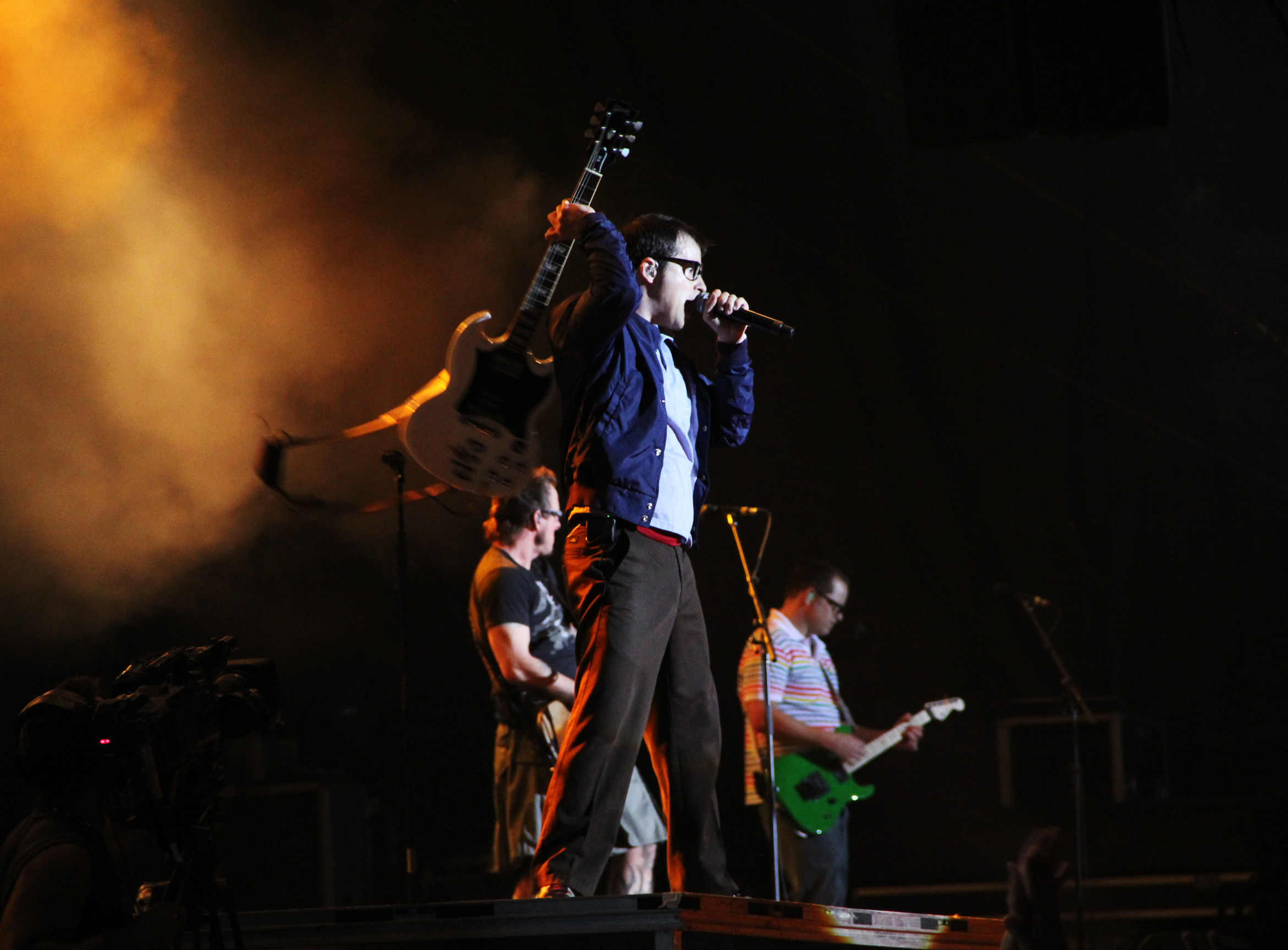
Weezer num concerto em Montreal, no Canadá, em 2010

Os Weezer entraram em digressão com os Blink-182 em 2009, incluindo uma paragem no dia 30 de Agosto no Virgin Festival decorrido no Merriweather Post Pavilion em Columbia, Maryland. O baterista Josh Freese juntou-se aos Weezer por base temporária para tocar na bateria durante a digressão, enquanto Pat Wilson se mudou para a guitarra. Wilson disse numa entrevista à Yahoo! Music que Cuomo queria "ser mais activo e livre no palco e ter a guitarra era um impedimento". Freese afirmou que era um fã dos Weezer e que não deixaria passar uma oportunidade para tocar com eles.
A arte usada na capa de Raditude foi revelada a 11 de Setembro, apresentando uma fotografia vencedora de um concurso da National Geographic com um cão a saltar chamado Sidney. O lançamento do álbum foi definido para 3 de Novembro de 2009, onde se estreou no como o sétimo álbum mais vendido da semana na tabela Billboard 200. A banda agendou datas para a digressão em Dezembro de 2009 com a extensão até ao início de 2010 para coincidir com o lançamento do novo álbum. A 6 de Dezembro de 2009, Cuomo ficou ferido quando o autocarro da digressão se despistou numa estrada interestatual em Nova Iorque devido a gelo negro. Cuomo ficou com três costelas partidas, enquanto o seu assistente partiu duas costelas. A sua mulher, filha bebé e a sua ama também se encontravam no autocarro, escapando no entanto a ferimentos. Os Weezer cancelaram as datas de digressão no dia seguinte. A banda retomou a digressão a 20 de Janeiro de 2010.
Em Dezembro de 2009, foi revelado que a banda já não estava mais associada à Geffen Records. A banda afirmou que mesmo assim lançariam novo material mas, devido à falta de meios, estes seriam lançados pela própria banda, lançados online ou assinariam com outra editora. Entretanto, a banda assinou com a editora independente Epitaph.
A banda também gravou uma cover de "I'm a Believer" para o filme Shrek para Sempre.
Os Weezer co-encabeçaram o cartaz do festival The Bamboozle em Maio de 2010, e actuaram no Bonnaroo Music and Arts Festival em Manchester, Tennessee em Junho. Em Agosto de 2010, os Weezer actuaram no Reading and Leeds Festival e actuaram no festival Voodoo Experience em Nova Orleães, Louisiana em Outubro de 2010.
Em 11 de Junho de 2010, a banda lançou um novo single, "Represent". A música foi considerada como sendo "um hino oficioso da Seleção Americana de Futebol" para coincidir com o Campeonato do Mundo FIFA de 2010.

### Hurley,Death to False Metale o falecimento de Mikey Welsh (2010-2013)

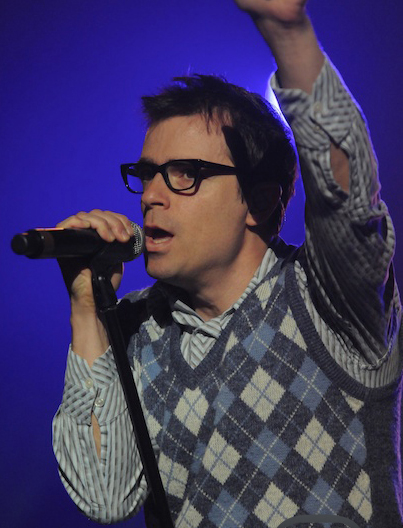
Rivers Cuomo num concerto dos Weezer no Cisco Ottawa Bluefest, em 2010

O álbum Hurley foi lançado a 10 de Setembro de 2010 através da editora Epitaph Records. O título surgiu a partir da personagem Hugo "Hurley" Reyes da série televisiva Lost (em português: Perdidos). Jorge Garcia, o actor que interpretou Hurley, afirmou que a sua presença na capa do álbum foi "uma das maiores homenagens à (sua) carreira". Os Weezer utilizaram o serviço de reprodução de vídeos da internet YouTube como meio de promover o álbum. A banda disponibilizou-se a 15 produtores amadores de vídeo online para "participar em quaisquer que sejam os planos que o criador possa executar em 30 minutos". Eles usaram muitos dos canais mais populares para se promoverem, entre os quais Barely Political, Ray William Johnson e Fred Figglehorn. Os The Gregory Brothers solicitaram contribuições musicais e vocais da banda numa das suas composições construídas em torno de discursos do Rep. Charles Rangel e do Presidente americano Barack Obama. Os Weezer chamaram à produção de "A Invasão do YouTube".
Em 2 de Novembro de 2010 os Weezer lançaram um álbum de compilação composto por versões regravadas de gravações não utilizadas ao longo dos anos, denominado de Death to False Metal. No mesmo dia foi lançada uma versão deluxe de Pinkerton, que incluía "25 demos, músicas não lançadas e faixas ao vivo". A 12 de Dezembro de 2011 foi lançado o terceiro volume da série de Rivers Cuomo Alone, intitulada de Alone III: The Pinkerton Years, constituída por demos e músicas não lançadas das sessões Pinkerton. A banda contribuiu com uma cover de "You Might Think" dos The Cars para o filme da Disney-Pixar de 2011 Carros 2.
Em 12 de Novembro de 2011, os Weezer actuaram ao vivo para a Guitar Center Sessions da DirecTV. O episódio inclui uma entrevista com a banda do apresentador do programa, Nic Harcourt.
Em 8 de Outubro de 2011 o antigo baixista Mikey Welsh foi encontrado morto num quarto de hotel de Chicago, Illinois. Os Weezer actuaram em Chicago no dia seguinte e dedicaram o concerto a Welsh (era suposto que Welsh fosse um convidado surpresa no concerto).
A banda voltou a trabalhar para o seu décimo álbum de estúdio em Setembro de 2010 com a intenção de o lançar em 2011, mas o ano terminou sem se verificar o lançamento. Os Weezer encabeçaram um Cruzeiro de quatro dias com a temática do rock de Miami até Cozumel que desembarcou a 19 de Janeiro de 2012.
Em Maio de 2012, o baterista Patrick Wilson lançou o seu quarto álbum de estúdio com a sua banda paralela, os The Special Goodness, intitulado Natural.
Em Julho de 2012 os Weezer encabeçaram o inaugural Bunbury Music Festival em Cincinnati, Ohio. Também, em Julho a banda anunciou planos para uma digressão australiana no início de 2013, a sua primeira desde 1996.
Em Março de 2013, Rivers Cuomo lançou um álbum de longa duração com o seu projecto paralelo Scott & Rivers, uma colaboração entre Cuomo e Scott Murphy, membro da banda de pop-punk Allister. O álbum consistiu em 11 composições originais e uma cover, quase todas em Japonês. O álbum auto-intitulado atingiu o 1.º lugar na tabela de rock alternativo do iTunes do Japão, encontrando-se neste momento disponível para todo o mundo. Depois do lançamento do álbum, Scott Murphy juntou-se aos Weezer em palco durante as actuações no Punk Spring Festival em Tóquio, Nagoya e Osaka, para tocar o primeiro single do par, "Homely Girl", para a audiência japonesa. Eles promoveram o álbum ao actuar numa digressão lotada em todo o Japão, fazendo actuações no Cruzeiro dos Weezer e fazendo o espectáculo de abertura de Cibo Matto no El Rey Theatre em Los Angeles, Califórnia.

### Everything Will Be Alright in the End(2014-2015)
Em Janeiro de 2014, a banda iniciou a gravação do seu décimo álbum de estúdio com Ric Ocasek, que trabalhou anteriormente com os Weezer no The Blue Album e no The Green Album. Um vídeo de uma nova música foi publicado na conta de YouTube oficial da banda a 19 de Março de 2014, o que confirmou os rumores anteriores de que os Weezer estariam em estúdio. A 12 de Junho de 2014, foi revelado que o título do álbum seria Everything Will Be Alright in the End. O seu lançamento foi agendado para 7 de Outubro de 2014.
Numa entrevista à Entertainment Weekly, o baterista dos Weezer Patrick Wilson confirmou que o som do álbum será mais orientado para o rock,
| “ | Se pegar na banda do Pinkerton e depois tocar todas os outros álbuns - é assim que nós vamos soar agora. Bombástico, solto, algo explosivo. Este álbum soará a uma combinação da estrutura apertada do Blue Album com o 'abandono' do Pinkerton. | ” |

### The White Album(2015-presente)
No dia 25 de Outubro de 2015, a banda lançou um novo single, "Thank God for Girls", através da Apple Music e da rádio. Na semana seguinte, a banda lançou um segundo single, "Do You Wanna Get High?". Cuomo afirmou numa entrevista a Zane Lowe que a banda não estava a trabalhar num novo álbum.
No dia 16 de Janeiro de 2016, os Weezer lançaram um terceiro single, "King of the World", e anunciou que o lançamento do quarto álbum homónimo da banda estava agendado para o dia 1 de Abril de 2016. A 17 de Fevereiro de 2016, "L.A. Girlz" estreou através da Apple Music e foi oficialmente lançado no dia seguinte.
Os Weezer anunciaram que se juntariam aos Panic! at the Disco numa digressão para 2016 denominada Weezer & Panic! at the Disco Summer Tour 2016.

## Estilo musical e Influências

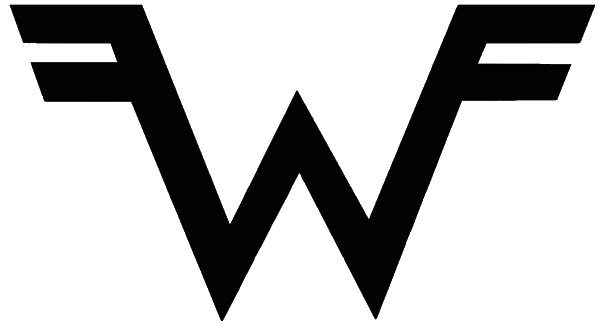
A logotipo do Weezer foi criado por Patrick Wilson durante a mixagem do The Blue Album e inspirada no logotipo do Van Halen.

Apesar dos Weezer serem normalmente referidos como uma banda de rock alternativo e de power pop, eles também estão associados a outros géneros, tais como o pop punk, emo e o indie rock.
Existem muitas bandas do panorama actual que referem os Weezer como a sua influência musical, entre as quais os All Time Low, Ash, Biffy Clyro, Blink-182, Bloodhound Gang, Dashboard Confessional, Deftones, Fall Out Boy, Good Charlotte, Hellogoodbye, Hoobastank, Jimmy Eat World, Motion City Soundtrack, Paramore, Real Estate, Relient K, Saves the Day, Say Anything, Simple Plan, The Academy Is..., The All-American Rejects, The Anniversary, The Ataris, The Fall of Troy, The Get Up Kids, The Used, Thursday e Yellowcard.
Os próprios Weezer enumeraram várias influências, entre as quais os KISS (com referências directas na música "In the Garage"), Nirvana (com quem os quais foram colegas na editora discográfica DGC durante um curto período antes do falecimento de Kurt Cobain), The Beach Boys, Pixies (especialmente no início da sua carreira), Sonic Youth, Oasis e Wax. As primeiras demos dos Weezer, como "Paperface", eram ligações musicais óbvias aos Pixies e Nirvana. Para além desta, a música "Susanne" continha originalmente a letra "Even Kurt Cobain and Axl Rose", antes de ser mudada para "Even Izzy, Slash e Axl Rose" após a morte de Cobain. Existe também uma referência directa a Nevermind em "Heart Songs", uma faixa pertencente ao The Red Album. Como projecto paralelo, os Weezer tocaram durante pouco tempo covers dos Nirvana e Oasis sob o pseudónimo de palco "Goat Punishment". Em 1998, os Weezer fizeram cover da música "Velouria" dos Pixies para um álbum de tributo, e em 2005 chegaram a fazer uma curta digressão com os seus ídolos de longa data. Os Green Day também foram referidos como uma influência (sendo que a letra de "El Scorcho" os aborda), sabendo-se que as duas bandas partilham amizade e apreciam a música um dos outros. Os Weezer contribuíram com a música "Worry Rock" para o álbum A Different Shade of Green: Tribute to Green Day. Cuomo também fez uma cover de "Brain Stew" no conjunto das Sessions@AOL de 2009.

## Trabalho a solo
Rivers Cuomo lançou, entre 2007 e 2011, a trilogia Alone, contendo músicas compostas ao longo da sua carreira, considerando-se que estas totalizem cerca de 800 títulos. A 18 de Dezembro de 2007 lança Alone: The Home Recordings of Rivers Cuomo, contendo músicas compostas entre 1992 e 2007, incluindo algumas do segundo álbum abandonado pelos Weezer, Songs from the Black Hole. Seguiu-se Alone II: The Home Recordings of Rivers Cuomo, lançado a 25 de Novembro de 2008, contendo versões de músicas da banda anteriores às conhecidas e outras faixas demo. Em 12 de Dezembro de 2011 foi lançado Alone III: The Pinkerton Years, mais concentrado em músicas antecessoras do segundo álbum dos Weezer, Pinkerton.
Brian Bell tem vindo a participar num trabalho a solo denominado de The Relationship, pelo que não compôs quaisquer músicas para Raditude com o intuito de poupar material para o seu trabalho paralelo. Bell também colaborou com a banda Space Twins.
Mikey Welsh tocou com Juliana Hatfield, The Kickovers, Heretix, Jocobono, Slower e Left Nut. Patrick Wilson grava com os The Special Goodness, e Matt Sharp está nos The Rentals e actua sozinho sob o seu próprio nome.

## Membros da banda

### Membros actuais

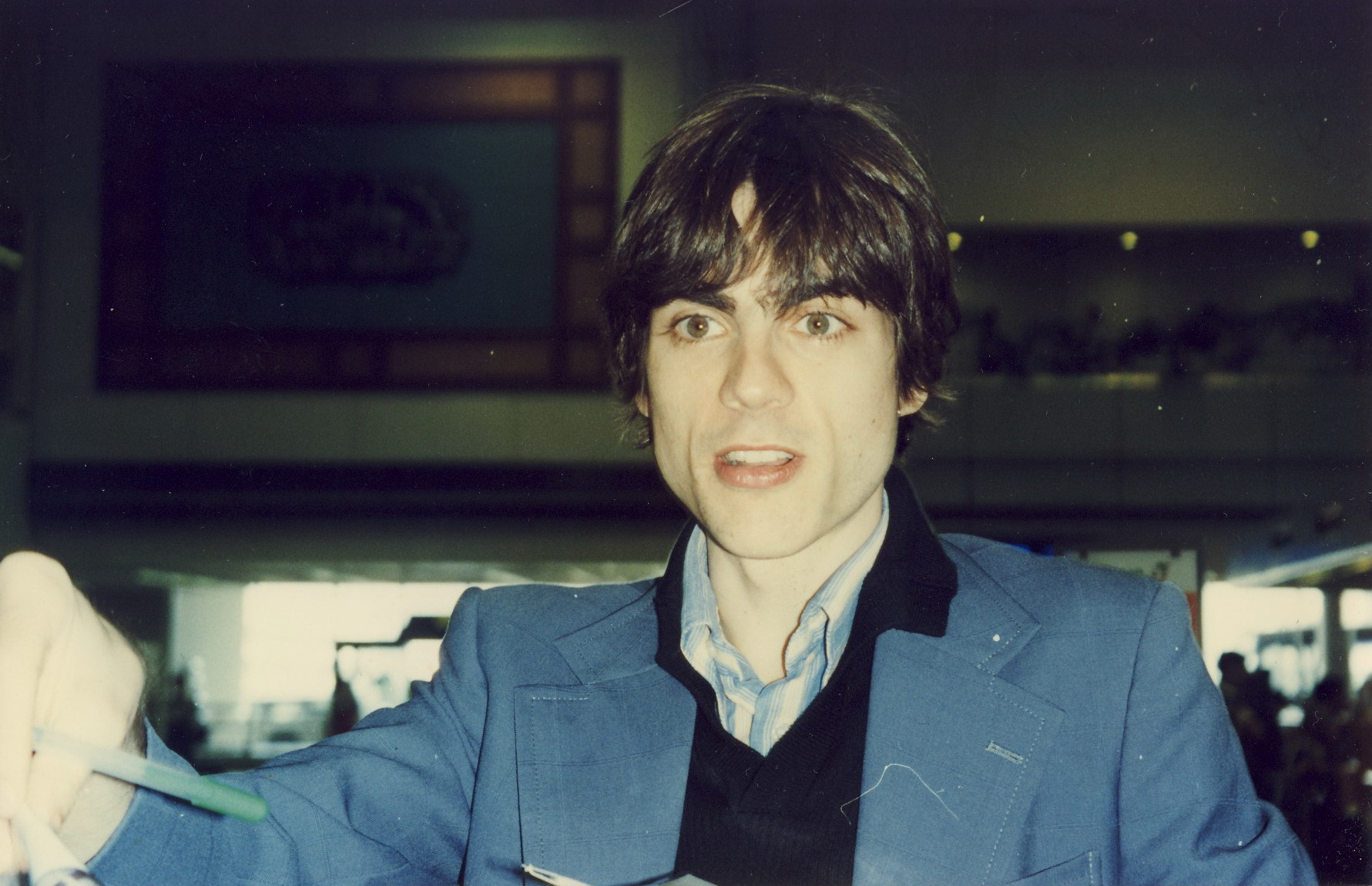
Brian Bell, aqui em Banguecoque, na Tailândia, 1997, esteve em todos os álbuns da banda

- Rivers Cuomo – vocal, guitarra, teclado, bateria, baixo, harmónica (1992–presente)
- Patrick Wilson – bateria, percussão, guitarra, vocal, teclado (1992–presente)
- Brian Bell –  guitarra, vocal, teclado, harmónica (1993–presente)
- Scott Shriner – baixo, vocal, teclado (2001–presente)

### Ex-membros
- Matt Sharp – baixo, vocal de apoio (1992–1998)
- Jason Cropper – guitarra rítmica, vocal de apoio (1992–1993)
- Mikey Welsh – baixo, vocal de apoio (1998–2001; falecido em 2011)

### Membros de digressão
- Atom Willard – percussão (2001)
- Bobby Schneck – guitarra, percussão (2005)
- Karl Koch – teclado (2008), percussão (2010–2013)
- Darren Robinson – guitarra, vocal (2009)
- Josh Freese – bateria, percussão (2009–2012)
- Daniel Brummel – bateria (2013)
- Anthony Burulcich – bateria (2013)

## Discografia

### Álbuns de estúdio
- Blue Album (1994)
- Pinkerton (1996)
- Green Album (2001)
- Maladroit (2002)
- Make Believe (2005)
- Red Album (2008)
- Raditude (2009)
- Hurley (2010)
- Everything Will Be Alright in the End (2014)
- White Album (2016)
- Pacific Daydream (2017)
- Teal Album (2019)
- Black Album (2019)
- OK Human (2021)
- Van Weezer (2021)

### Videografia
- Weezer - Video Capture Device: Treasures from the Vault 1991-2002 (2004)

### Bandas relacionadas
- Homie (projeto paralelo do guitarrista Rivers Cuomo)
- The Rentals
- The Special Goodness (projeto paralelo do baterista Patrick Wilson)
- Space Twins
- Ozma
- The Relationship (projeto paralelo do guitarrista Brian Bell)
- Scott & Rivers (projeto paralelo do guitarrista Rivers Cuomo)
- Nirvana, há disponível no Youtube vídeos do Weezer tocando covers do Nirvana das músicas : Aneurysm, Sliver, Breed, entre outras .